# هيروشي تاكاسي
هيروشي تاكاسي (باليابانية: 高瀬比呂志؛ بالكانا: たかせ ひろし) هو مصور سينمائي ياباني، ولد في 13 أكتوبر 1955 في طوكيو في اليابان، وتوفي في 7 سبتمبر 2006.

## وصلات خارجية
- هيروشي تاكاسي على موقع IMDb (الإنجليزية)
- هيروشي تاكاسي على موقع ألو سيني (الفرنسية)
- هيروشي تاكاسي على موقع أول موفي (الإنجليزية)
- هيروشي تاكاسي على موقع قاعدة بيانات الفيلم (الإنجليزية)
- هيروشي تاكاسي على موقع كينوبويسك (الروسية)